# 神戸みゆき
神戸 みゆき（かんべ みゆき、1984年5月7日 - 2008年6月18日）は、日本の女優、タレントである。本名、神戸 美有紀（読み同じ）。
神奈川県川崎市出身。ルージュに所属していた。資格：自動二輪。日本音楽高等学校卒業。
身長：161cm、スリーサイズ ： B83cm - W59cm - H85cm、靴のサイズ：23.5cm。

## 来歴・人物
1999年、テレビ東京のオーディション番組『夢☆おうえん隊』で同番組のアイドルグループ『ゆめっこ☆娘』の一員として選抜され、岡部玲子らと共に活動。ミュージカル『美少女戦士セーラームーン』の主役である3代目の月野うさぎ / セーラームーン役に約500名のオーディションから選ばれる。
郷ひろみとのコラボ企画だった『HYPER GO号（ハイパーゴーゴー）』にも参加していた。また『ウッチャンナンチャンのウリナリ!!』などのバラエティ番組で陽気な個性を発揮した。ウリナリで共演した三津谷葉子とは親友でもあり、桃の天然水のCMでも共演した。
「もともと病弱で、貧血で倒れることもよくあった」といわれており、2007年に出演予定だったミュージカル『レ・ミゼラブル』を体調不良を理由に降板して以降、入退院を繰り返し、2008年6月18日4時8分に心不全のため死去。24歳没。6月20日・21日にこすもす川崎会館で通夜と告別式が行われ、かわさき南部斎苑で火葬された。

## 出演
※ 太字は主演

### テレビドラマ

#### 連続ドラマ
- 燃えろ!!ロボコン 第43話（1999年11月28日、テレビ朝日系） - 横川ななこ 役
- D-girls アイドル探偵三姉妹物語 第11話（2001年、テレビ東京系）
- 八丁堀の七人 第4シリーズ・第3話（2003年1月20日、テレビ朝日系） - おゆみ 役
- 仮面ライダー響鬼（2005年1月30日 - 2006年1月22日、テレビ朝日系） - 立花日菜佳 役
- 京都地検の女（2006年4月20日 - 6月22日、テレビ朝日系） - 倉木民子 役

#### 単発ドラマ
- 恋の領収書 終わった恋をキレイに清算!（2001年、フジテレビ系） - 神戸みゆき 役
- 私海 〜なぜ少女は殺人を?〜（2003年9月26日、フジテレビ系）
- 水曜ミステリー9 / 女と愛とミステリー（テレビ東京系）
  - 信濃のコロンボ事件ファイル（4）『戸隠伝説殺人事件』（2003年9月3日） - 野矢優子 役
  - 信濃のコロンボ事件ファイル（7）『見知らぬ鍵』（2005年1月19日） - 西野弘美 役
- 金曜プレステージ（フジテレビ系）
  - 浅見光彦シリーズ（25）『箸墓幻想』（2007年2月2日） - 長井明美 役
- 土曜ワイド劇場（テレビ朝日系）
  - 森村誠一の終着駅シリーズ（20）『砂漠の喫茶店』（2006年10月28日） - 中川奈美 役

### テレビアニメ
- マーメイドメロディぴちぴちピッチ 第34話『アウリの日』（2003年11月22日、テレビ愛知・テレビ東京系） - アウリ・スマリス 役

### バラエティ / 他
- 夢☆おうえん隊（1999年9月 - 2000年3月、テレビ東京系）
- イカリングの面積（2000年4月 - 2000年12月、テレビ愛知・テレビ東京系） - HYPER GO号での出演
- ウッチャンナンチャンのウリナリ!!（2001年3月 - 2002年3月、日本テレビ系）
- LF+Rモーニング YOUNG LIVE JAPAN・ヤングライブニッポンLF+RミュージックTV（2001年4月 - 2003年3月、BSフジ・フジテレビ721）
- 爆NEW（2001年10月 - 2002年9月、テレビ東京系）
- 愛のエプロン（2001年10月6日、テレビ朝日系） - ワタリガニ対決(結果:ランク外)
- タモリ倶楽部（2001年11月2日、2003年10月3日、テレビ朝日系） - 東京秘密 謎謎倶楽部、健壱まい子みゆきのドキドキ沖縄旅行withタモリ
- 内村プロデュース（2003年8月11日、テレビ朝日系） - 秋まで待てない芸人ダメ出しをプロデュース

### 映画
- バトル・ロワイアルII 鎮魂歌（2003年7月5日公開、東映） - 筧今日子 役
- 69 sixty nine（2004年7月10日公開、東映）
- 劇場版 仮面ライダー響鬼と7人の戦鬼（2005年9月3日公開、東映） - 立花日菜佳 / ひなこ 役

### CM
- JT 桃の天然水（2000年6月 - 2001年2月）
- JR東日本 コンビニエンス「GO!GO! JCキャンペーン」（2001年9月）
- キンキホーム・シティホーム（2002年11月 - 12月）
- エバラ食品工業 鍋の素（2005年8月20日 - 2006年2月） - 新なべ研究会のメンバー 役
  - 「パウチタイプだと思います篇」
  - 「マーラー篇」
  - 「寄せ鍋篇」
  - 「まめちち篇」
  - 「はずかしい篇」

### 舞台
- ミュージカル『美少女戦士セーラームーン』（2000年1月 - 2001年3月、サンシャイン劇場 他） - 月野うさぎ / セーラームーン 役
  - 新 / 変身・スーパー戦士への道 ラストドラクル序曲
  - 決戦 / トランシルバニアの森〜新登場! ちびムーンを護る戦士達〜
  - 決戦 / トランシルバニアの森 【改訂版】最強の敵 ダーク・カインの謎
  - ラスト・ドラクル最終章 超惑星デス・バルカンの封印
- 蜘蛛の巣（2001年11月30日 - 12月9日、東京グローブ座） - ピパ 役
- 検察側の証人（2002年9月20日 - 10月6日・12日 - 13日、ル・テアトル銀座 他） - グリータ 役
- 山ほととぎす ほしいまま （2003年5月17日 - 28日・31日 - 6月1日、ル・テアトル銀座 他） - 竹岡由紀子 役
- ミュージカル『森は生きている』 （2004年8月21日 - 29日、アートスフィア） - 女王 役
- 恋愛ホテル LOVE×HOTEL（2005年10月6日 - 16日、アートスフィア） - アンズ 役
- TEAM 発砲・B・ZIN 『マジヨ』（2006年10月11日 - 18日・21日 - 22日、スペース・ゼロ 他） - カンナ 役

### ポスター
- 消防庁 火災予防運動 - 2000年秋、2001年春
- 丸石サイクル - 2001年（平成13年）度イメージキャラクター）
- 国民生活金融公庫 - 2001年（平成13年）度イメージキャラクター
- 日本エルピーガス連合会（2001年7月）
- 公営交通事業協会（2001年9月）
- 警察庁 - 2002年ポスターカレンダー

## ディスコグラフィ
SINGLE
1. 太陽の楽園〜Promised Land〜（2003年4月16日発売、ポニーキャニオン）
  - テレビ愛知・テレビ東京系アニメ『マーメイドメロディぴちぴちピッチ』前期オープニングテーマ
2. Rainbow Notes♪（2003年10月16日発売、ポニーキャニオン）
  - テレビ愛知・テレビ東京系アニメ『マーメイドメロディぴちぴちピッチ』後期オープニングテーマ

## 出版

### 写真集
- I am Rainbow☆ （2000年7月25日発売、ワニブックス 撮影：根本好伸） ISBN 484702575X
- Navi （2004年9月30日発売、竹書房 撮影：山岸伸） ISBN 4812418461

#### デジタル写真集
- 神戸みゆきデジタルアート写真集（2001年12月、ウェブタウン）

### DVD
- 神戸みゆき〜MOON Letter〜（2000年6月21日発売、ポニーキャニオン）
- THE COMPLETE 神戸みゆき（2001年4月25日発売、ビームエンタテインメント）
- Metamorphose!（2004年11月25日発売、フロンティアワークス）
- Amaretto〜危険な香り〜（2006年5月20日発売、コンパスティービー）

## エピソード
大谷允保とは桃の天然水のCMや『京都地検の女』第3シリーズなどで共演しており親交が深かった。大谷は『週刊プレイボーイ』誌の追悼記事で、2人の絆の深さと神戸の人柄を表す楽屋でのエピソードを明かしている。
- 「よく好きな音楽の話をしていました。みゆきとはiPodで音楽を聴いていたのですが、私が寝ちゃうとロックだった音楽がバラードになってて。そんな気遣いのできる人でした」

最後の連続ドラマレギュラーとなった『京都地検の女』公式ページには、撮影終了後のメッセージが残されている。